# 4-クロロアニリン
4-クロロアニリン（英: 4-Chloroaniline）は、アニリンのベンゼン環の4位の水素が塩素に置き換わった有機化合物で、化学式はClC6H4NH2。パラクロロアニリン（英: p-Chloroaniline、略称PCA）とも呼ばれる。

## 製法
通常はアニリンの塩素化ではなく、クロロベンゼンをニトロ化して得た4-ニトロクロロベンゼンを水素化することによって製造される。

## 用途
農薬、アゾ染料・顔料、化粧品、医薬品などの製造中間体や樹脂架橋剤として幅広く使用される。

## 代謝
PCAは皮膚から速やかに吸収され、主に以下の経路で代謝される。
- o-位でのC-ヒドロキシ化により、2-アミノ-5-クロロフェノールが生じる。その後硫酸抱合を受け、硫酸2-アミノ-5-クロロフェニルとなり、そのまま排泄されるか、さらにN-アセチル化を経て硫酸N-アセチル-2-アミノ-5-クロロフェニルになり排泄される。
- N-アセチル化により、主として血中で4-クロロアセトアニリドになり、4-クロログリコールアニリドを経て、尿中で4-クロロオキサニル酸となる。
- N-酸化によって4-クロロフェニルヒドロキシアミンになり、さらに赤血球中で4-クロロニトロソベンゼンになる。

ヒトをはじめとする動物では、主に尿により排出される。PCAおよびその抱合体はは曝露後30分で検出され、72時間で排泄はほぼ完了する。代謝物はヘモグロビンおよび肝臓・腎臓のタンパク質に結合する。反復曝露によりチアノーゼおよびメトヘモグロビン血症を引き起こす。次いで、肝臓・腎臓・脾臓に、ヘモジデリン沈着などの影響を生じる。動物実験では、雄ラットに脾臓の線維肉腫および骨肉腫、雌ラットには脾腫瘍の前がん状態、雄マウスには、肝細胞がんと血管肉腫が確認された。